# A síkvízi kajakozás világbajnokainak listája
Az alábbi táblázatok a síkvízi kajakozás világbajnokait sorolja fel. A síkvízi kenuzás világbajnokait, a maratoni kajak-kenu és a szlalomkajak-kenu világbajnokait külön táblázatok tartalmazzák.

## Férfiak

### A férfiak 200 m-es versenyszámai

#### Egyes, páros, négyes
| Év                    | Kajak egyes (K1)   | Kajak egyes (K1) | Kajak páros (K2)                        | Kajak páros (K2)         |
| 1994 Mexikóváros      | Szergej Kolesznyik | Fehéroroszország | Maceij Freimut, Adam Wysocki            | Lengyelország            |
| 1995 Duisburg         | Piotr Markiewicz   | Lengyelország    | Stein Jorgensen, John Mooney            | USA                      |
| 1997 Dartmouth        | Fehérvári Vince    | Magyarország     | Fehérvári Vince, Hegedűs Róbert         | Magyarország             |
| 1998 Szeged           | Michael Kolganov   | Izrael           | Fehérvári Vince, Hegedűs Róbert         | Magyarország             |
| 1999 Milánó           | Michael Kolganov   | Izrael           | Fehérvári Vince, Hegedűs Róbert         | Magyarország             |
| 2001 Poznań           | Ronald Rauhe       | Németország      | Alvydas Duonela, Egidius Balciunas      | Litvánia                 |
| 2002 Sevilla          | Ronald Rauhe       | Németország      | Alvydas Duonela, Egidius Balciunas      | Litvánia                 |
| 2003 Gainesville      | Ronald Rauhe       | Németország      | Alvydas Duonela, Egidius Balciunas      | Litvánia                 |
| 2005 Zágráb           | Carlos Perez Rial  | Spanyolország    | Dragan Zoric, Ognjen Filipovic          | Bosznia-Hercegovina      |
| 2006 Szeged           | Ronald Rauhe       | Németország      | Ronald Rauhe, Tim Wieskötter            | Németország              |
| 2007 Duisburg         | Jonas Ems          | Németország      | Raman Pjatrusenka, Vagyim Maknyev       | Fehéroroszország         |
| 2009 Dartmouth        | Ronald Rauhe       | Németország      | Raman Pjatrusenka, Vagyim Maknyev       | Fehéroroszország         |
| 2010 Poznań           | Edward McKeever    | Nagy-Britannia   | Arnaud Hybois, Sebastien Jouve          | Franciaország            |
| 2011 Szeged           | Piotr Siemionowski | Lengyelország    | Arnaud Hybois, Sebastien Jouve          | Franciaország            |
| 2013 Duisburg         | Petter Öström      | Svédország       | Jurij Posztrigaj, Alekszandr Gyjacsenko | Oroszország              |
| 2014 Moszkva          | Mark De Jonge      | Kanada           | Nebojša Grujić, Marko Novaković         | Szerbia                  |
| 2015 Milánó           | Mark De Jonge      | Kanada           | Tótka Sándor, Molnár Péter              | Magyarország             |
| 2017 Račice           | Liam Heath         | Nagy-Britannia   | Balaska Márk, Birkás Balázs             | Magyarország             |
| 2018 Montemor-o-Velho | Carlos Garrote     | Spanyolország    | Balaska Márk, Birkás Balázs             | Magyarország             |
| 2019 Szeged           | Liam Heath         | Nagy-Britannia   | Jurij Posztrigaj, Alekszandr Gyjacsenko | Oroszország              |
| 2021 Koppenhága       | Andrea Di Liberto  | Olaszország      | nem került megrendezésre                | nem került megrendezésre |
| 2022 Dartmouth        | Arévalo Carlos     | Spanyolország    | nem került megrendezésre                | nem került megrendezésre |

### A férfiak 500 m-es versenyszámai
| Év                    | Kajak egyes (K1)      | Kajak egyes (K1) | Kajak páros (K2)                         | Kajak páros (K2) | Kajak négyes (K4)                                                            | Kajak négyes (K4)        |
| 1948 London           | Gert Fredriksson      | Svédország       | Ture Alexsson, Nils Björklöf             | Finnország       | nem került megrendezésre                                                     | nem került megrendezésre |
| 1950 Koppenhága       | Johan Kobberup        | Dánia            | Lars Glasser, Ingemar Hedberg            | Svédország       | nem került megrendezésre                                                     | nem került megrendezésre |
| 1954 Mâcon            | Gert Fredriksson      | Svédország       | Ernst Steinhauer, Meinrad Mittenberger   | NSZK             | nem került megrendezésre                                                     | nem került megrendezésre |
| 1958 Prága            | Stefan Kaplaniak      | Lengyelország    | Stefan Kaplaniak, Wladyslaw Zielinski    | Lengyelország    | nem került megrendezésre                                                     | nem került megrendezésre |
| 1963 Jajca            | Aurel Vernescu        | Románia          | Vasile Nicora, Haralambie Ivanov         | Románia          | nem került megrendezésre                                                     | nem került megrendezésre |
| 1966 Kelet-Berlin     | Aurel Vernescu        | Románia          | Aurel Vernescu, Atanase Sciontnic        | Románia          | nem került megrendezésre                                                     | nem került megrendezésre |
| 1970 Koppenhága       | Anatolij Tyiscsenko   | Szovjetunió      | Lars Andersson, Rolf Peterson            | Svédország       | nem került megrendezésre                                                     | nem került megrendezésre |
| 1971 Belgrád          | Nykolaj Hohol         | Szovjetunió      | Lars Andersson, Rolf Peterson            | Svédország       | nem került megrendezésre                                                     | nem került megrendezésre |
| 1973 Tampere          | Csapó Géza            | Magyarország     | Nyikolaj Hohol, Pjotr Gresta             | Szovjetunió      | nem került megrendezésre                                                     | nem került megrendezésre |
| 1974 Mexikóváros      | Vasile Diba           | Románia          | Ryszard Oborski, Grzegorz Sledziewski    | Lengyelország    | nem került megrendezésre                                                     | nem került megrendezésre |
| 1975 Belgrád          | Csapó Géza            | Magyarország     | Viktor Vorobjev, Nyikolaj Asztapkovics   | Szovjetunió      | nem került megrendezésre                                                     | nem került megrendezésre |
| 1977 Szófia           | Vasile Diba           | Románia          | Joachim Mattern, Bernd Olbricht          | NDK              | Henrik Budzicz, Grzegorz Koltan, Ryszard Oborski, Daniel Welna               | Lengyelország            |
| 1978 Belgrád          | Vasile Diba           | Románia          | Bernd Olbricht, Rüdiger Helm             | NDK              | Peter Bischof, Bernd Duvigneau, Roland Graupner, Harald Marg                 | NDK                      |
| 1979 Duisburg         | Vlagyimir Parfenovics | Szovjetunió      | Vlagyimir Parfenovics, Szergej Csuhraj   | Szovjetunió      | Jürgen Dittrich, Bernd Duvigneau, Roland Graupner, Harald Marg               | NDK                      |
| 1981 Nottingham       | Vlagyimir Parfenovics | Szovjetunió      | Vlagyimir Parfenovics, Szergej Szuperata | Szovjetunió      | Igor Gajdamaka, Szergej Krivocsejev, Igor Poljanis, Alekszandr Vodovatov     | Szovjetunió              |
| 1982 Belgrád          | Vlagyimir Parfenovics | Szovjetunió      | Vlagyimir Parfenovics, Szergej Szuperata | Szovjetunió      | Igor Gajdamaka, Szergej Krivocsejev, Szergej Kolokolov, Alekszandr Vodovatov | Szovjetunió              |
| 1983 Tampere          | Vlagyimir Parfenovics | Szovjetunió      | Frank Fischer, Andre Wohllebe            | NDK              | Rüdiger Helm, Peter Hempel, Harald Magr, Andreas Stahle                      | NDK                      |
| 1985 Mechelen         | Andreas Stahle        | NDK              | Ian Gordon Ferguson, Paul MacDonald      | Új-Zéland        | Frank Fischer, Peter Hempel, Andre Wohllebe, Heiko Zimke                     | NDK                      |
| 1986 Montréal         | Jeremy West           | Nagy-Britannia   | Rainer Scholl, Thomas Pfrang             | NSZK             | Jens Fiedler, Frank Fischer, Andreas Stahle, Andre Wohllebe                  | NDK                      |
| 1987 Duisburg         | Paul McDonald         | Új-Zéland        | Csipes Ferenc, Fidel László              | Magyarország     | Viktor Gyenyiszov, Szergej Kirszanov, Alekszandr Motuzenko, Arturasz Veta    | Szovjetunió              |
| 1989 Plovdiv          | Martin Hunter         | Ausztrália       | Kay Blum, Torsten Gutsche                | NDK              | Viktor Gyenyiszov, Szergej Kirszanov, Alekszandr Motuzenko, Viktor Puszev    | Szovjetunió              |
| 1990 Poznań           | Szergej Kolesznyik    | Szovjetunió      | Szergej Kolesznyik, Anatolij Tyiscsenko  | Szovjetunió      | Oleg Gorobij, Szergej Kirszanov, Alekszandr Motuzenko, Viktor Puszev         | Szovjetunió              |
| 1991 Párizs           | Ren Crichlow          | Kanada           | Juan José Roman, Juan Sánchez            | Spanyolország    | Detlef Hofmann, Oliver Kegel, Thomas Reineck, Andre Wohllebe                 | Németország              |
| 1993 Koppenhága       | Mikko Kolehmainen     | Finnország       | Kay Bluhm, Torsten Gutsche               | Németország      | Viktor Gyenyiszov, Anatolij Tiscsenko, Alekszandr Ivannyik, Oleg Gorobij     | Oroszország              |
| 1994 Mexikóváros      | Borhi Zsombor         | Magyarország     | Kay Bluhm, Torsten Gutsche               | Németország      | Viktor Gyenyiszov, Anatolij Tyiscsenko, Alekszandr Ivanik, Oleg Gorobij      | Oroszország              |
| 1995 Duisburg         | Piotr Markiewicz      | Lengyelország    | Beniamino Bonomi, Daniele Scarpa         | Olaszország      | Viktor Gyenyiszov, Anatolij Tyiscsenko, Alekszandr Ivanik, Oleg Gorobij      | Oroszország              |
| 1997 Dartmouth        | Storcz Botond         | Magyarország     | Andrew Trim, Daniel Collins              | Ausztrália       | Kammerer Zoltán, Storcz Botond, Vereckei Ákos, Hegedűs Róbert                | Magyarország             |
| 1998 Szeged           | Vereckei Ákos         | Magyarország     | Michal Riszdorfer, Juraj Bača            | Szlovákia        | Torsten Gutsche, Marc Zabel, Björn Bach, Stefan Ulm                          | Németország              |
| 1999 Milánó           | Vereckei Ákos         | Magyarország     | Marek Twardowski, Adam Wysocki           | Lengyelország    | Torsten Gutsche, Marc Zabel, Björn Bach, Stefan Ulm                          | Németország              |
| 2001 Poznań           | Vereckei Ákos         | Magyarország     | Ronald Rauhe, Tim Wieskötter             | Németország      | Roman Zarubin, Alekszandr Ivanyik, Gyenisz Turcsenkov, Andrej Tiszin         | Oroszország              |
| 2002 Sevilla          | Nathan Baggaley       | Ausztrália       | Ronald Rauhe, Tim Wieskötter             | Németország      | Michal Riszdorfer, Erik Vlcek, Juraj Bača, Richard Riszdorfer                | Szlovákia                |
| 2003 Gainesville      | Nathan Baggaley       | Ausztrália       | Ronald Rauhe, Tim Wieskötter             | Németország      | Michal Riszdorfer, Erik Vlcek, Juraj Bača, Richard Riszdorfer                | Szlovákia                |
| 2005 Zágráb           | Nathan Baggaley       | Ausztrália       | Ronald Rauhe, Tim Wieskötter             | Németország      | Raman Pjatrusenka, Vagyim Maknyev, Alekszej Ablamasov, Dzsamijn Turcsin      | Fehéroroszország         |
| 2006 Szeged           | Marek Twardowski      | Lengyelország    | Ronald Rauhe, Tim Wieskötter             | Németország      | Richard Riszdorfer, Michal Riszdorfer, Robert Erban, Erik Vlcek              | Szlovákia                |
| 2007 Duisburg         | Adam van Koeverden    | Kanada           | Ronald Rauhe, Tim Wieskötter             | Németország      | Richard Riszdorfer, Michal Riszdorfer, Erik Vlcek, Juraj Tarr                | Szlovákia                |
| 2009 Dartmouth        | Ronald Rauhe          | Németország      | Vagyim Maknyev, Raman Pjatrusenka        | Fehéroroszország | nem került megrendezésre                                                     | nem került megrendezésre |
| 2010 Poznań           | Anders Gustaffson     | Svédország       | Vagyim Maknyev, Raman Pjatrusenka        | Fehéroroszország | nem került megrendezésre                                                     | nem került megrendezésre |
| 2011 Szeged           | Marek Twardowski      | Lengyelország    | Tóth Dávid, Kulifai Tamás                | Magyarország     | nem került megrendezésre                                                     | nem került megrendezésre |
| 2013 Duisburg         | Tom Liebscher         | Németország      | Emanuel Silva, João Ribeiro              | Portugália       | nem került megrendezésre                                                     | nem került megrendezésre |
| 2014 Moszkva          | René Holten Poulsen   | Dánia            | Vlček Erik, Tarr György                  | Szlovákia        | nem került megrendezésre                                                     | nem került megrendezésre |
| 2015 Milánó           | René Holten Poulsen   | Dánia            | Kenny Wallace, Lachlan Tame              | Ausztrália       | nem került megrendezésre                                                     | nem került megrendezésre |
| 2017 Račice           | Josef Dostál          | Csehország       | Marcus Walz, Rodrigo Germade             | Spanyolország    | Ronald Rauhe, Max Rendschmidt, Tom Liebscher, Max Lemke                      | Németország              |
| 2018 Montemor-o-Velho | Josef Dostál          | Csehország       | Artem Kuzakhmetov, Vlagyiszlav Blincov   | Oroszország      | Ronald Rauhe, Max Rendschmidt, Tom Liebscher, Max Lemke                      | Németország              |
| 2019 Szeged           | Tom Liebscher         | Németország      | Sztaniszlav Dajneka, Dzmitrij Natincsik  | Fehéroroszország | Ronald Rauhe, Max Rendschmidt, Tom Liebscher, Max Lemke                      | Németország              |
| 2021 Koppenhága       | Mikita Borikav        | Fehéroroszország | Marcus Walz, Rodrigo Germade             | Spanyolország    | Oleh Kuharik, Dmitro Danilenko, Ihor Trunov, Ivan Szemikin                   | Ukrajna                  |
| 2022 Dartmouth        | Josef Dostál          | Csehország       | Nádas Bence, Kopasz Bálint               | Magyarország     | Craviotto Saul, Arevalo Carlos, Copper Marcus, Germade Rodrigo               | Spanyolország            |

### A férfiak 1000 m-es versenyszámai
| Év                    | Kajak egyes (K1)                  | Kajak egyes (K1)            | Kajak páros (K2)                         | Kajak páros (K2) | Kajak négyes (K4)                                                         | Kajak négyes (K4)        |
| 1938 Växholm          | Karl Widmark                      | Svédország                  | Helmut Triebe, Hans Eberle               | Németország 1933 | Ernst Kube, Heini Brüggemann, Ernst Strathmann, Heine Strathmann          | Németország 1933         |
| 1950 Koppenhága       | Gert Fredriksson                  | Svédország                  | Lars Glasser, Ingemark Hedberg           | Svédország       | Einar Pihl, Hans Eriksson, Lars Pettersson, Berndt Haeppling              | Svédország               |
| 1954 Mâcon            | Gert Fredriksson                  | Svédország                  | Mészáros István, Mészáros György         | Magyarország     | Vagyóczki Imre, Kovács László, Nagy László, Szigeti Zoltán                | Magyarország             |
| 1958 Prága            | Fritz Biel                        | NSZK                        | Henri Verbrugge, Germain van der Moere   | Belgium          | Michel Scheuer, Georg Lietz, Gustav Schmidt, Theodor Klein                | NSZK                     |
| 1963 Jajca            | Erik Hansen                       | Dánia                       | Vasile Nicoara, Haralambie Ivanov        | Románia          | Wolfgang Lange, Siegfried Rossberg, Dieter Krause, Günter Perleberg       | NDK                      |
| 1966 Kelet-Berlin     | Alekszandr Saporenko              | Szovjetunió                 | Alekszandr Saporenko, Jurij Sztecenko    | Szovjetunió      | Atanase Sciontic, Mihai Turcas, Dimitrie Ivanov, Anton Calenic            | Románia                  |
| 1970 Koppenhága       | Alekszandr Saporenko              | Szovjetunió                 | Günther Pfaff, Gerhard Seibold           | Ausztria         | Jurij Filatov, Valerij Gyigyenko, Jurij Sztecsenko, Anatolij Kobrisev     | Szovjetunió              |
| 1971 Belgrád          | Grzegorz Sledziewski              | Lengyelország               | Reiner Kurt, Alexander Slatnow           | NDK              | Jurij Filatov, Jurij Sztecsenko, Vlagyimir Morozov, Valerij Gyigyenko     | Szovjetunió              |
| 1973 Tampere          | Csapó Géza                        | Magyarország                | Deme József, Rátkai János                | Magyarország     | Deme József, Rátkai János, Vargha Csongor, Giczi Csaba                    | Magyarország             |
| 1974 Mexikóváros      | Csapó Géza                        | Magyarország                | Szabó István, Bakó Zoltán                | Magyarország     | Bernd Divigneau, Ulrich Hellige, Herbert Laabs, Jürgen Lehnert            | NDK                      |
| 1975 Belgrád          | Oreste Perri Grzegorz Sledziewski | Olaszország · Lengyelország | Alexander Slatnow, Gerhard Rummel        | NDK              | José Celorrio, José Diaz-Floor, Luis Misione, Herminio Rodriguez          | Spanyolország            |
| 1977 Szófia           | Vasile Diba                       | Románia                     | Szabó István, Bakó Zoltán                | Magyarország     | Henryk Budzicz, Grzegorz Koltan, Ryszard Oborski, Daniel Welna            | Lengyelország            |
| 1978 Belgrád          | Rüdiger Helm                      | NDK                         | Szergej Csuhraj, Vlagyimir Tajnyikov     | Szovjetunió      | Bernd Divigneau, Rüdiger Helm, Harald Marg, Bernd Olbricht                | NDK                      |
| 1979 Duisburg         | Rüdiger Helm                      | NDK                         | Einar Rasmussen, Olaf Soyland            | Norvégia         | Bernd Olbricht, Rüdiger Helm, Bernd Divigneau, Harald Marg                | NDK                      |
| 1981 Nottingham       | Rüdiger Helm                      | NDK                         | Vlagyimir Parfenovics, Szergej Szuperata | Szovjetunió      | Rüdiger Helm, Frank-Peter Bischof, Peter Hempel, Harald Marg              | NDK                      |
| 1982 Belgrád          | Rüdiger Helm                      | NDK                         | Vlagyimir Parfenovics, Szergej Szuperata | Szovjetunió      | Bengt Andersson, Per-Inge Bengtsson, Lars-Erik Möberg, Thomas Ohlsson     | Svédország               |
| 1983 Tampere          | Rüdiger Helm                      | NDK                         | Frank Fischer, Andre Wohllebe            | NDK              | Ionel Constantin, Nicolae Feodosei, Ionel Letcae, Angelin Velea           | Románia                  |
| 1985 Mechelen         | Csipes Ferenc                     | Magyarország                | Philippe Boccara, Pascal Boucherit       | Franciaország    | Bengt Andersson, Per-Inge Bengtsson, Lars-Erik Möberg, Kalle Sundquist    | Svédország               |
| 1986 Montréal         | Jeremy West                       | Nagy-Britannia              | Daniel Stojan, Angelin Velea             | Románia          | Csipes Ferenc, Fidel László, Gyulay Zsolt, Kovács Zoltán                  | Magyarország             |
| 1987 Duisburg         | Greg Barton                       | USA                         | Ian Gordon Ferguson, Paul MacDonald      | Új-Zéland        | Csipes Ferenc, Fidel László, Gyulay Zsolt, Kovács Zoltán                  | Magyarország             |
| 1989 Plovdiv          | Gyulay Zsolt                      | Magyarország                | Kai Bluhm, Torsten Gutsche               | NDK              | Ábrahám Attila, Csipes Ferenc, Gyulay Zsolt, Hódosi Sándor                | Magyarország             |
| 1990 Poznań           | Knut Holmann                      | Norvégia                    | Kai Bluhm, Torsten Gutsche               | NSZK             | Ábrahám Attila, Csipes Ferenc, Fidel László, Gyulay Zsolt                 | Magyarország             |
| 1991 Párizs           | Knut Holmann                      | Norvégia                    | Kai Bluhm, Torsten Gutsche               | Németország      | Ábrahám Attila, Csipes Ferenc, Fidel László, Gyulay Zsolt                 | Magyarország             |
| 1993 Koppenhága       | Knut Holmann                      | Norvégia                    | Kai Bluhm, Torsten Gutsche               | Németország      | Thomas Reineck, Oliver Kegel, Andre Wohllebe, Mario van Appen             | Németország              |
| 1994 Mexikóváros      | Clint Robinson                    | Ausztrália                  | Jesper Staal, Thor Nielsen               | Dánia            | Viktor Gyenyiszov, Anatolij Tyiscsenko, Szergej Verlin, Oleg Gorobij      | Oroszország              |
| 1995 Duisburg         | Knut Holmann                      | Norvégia                    | Antonio Rossi, Daniele Scarpa            | Olaszország      | Detlef Hofmann, Rene Pflugmacher, Thomas Reineck, Mark Zabel              | Németország              |
| 1997 Dartmouth        | Storcz Botond                     | Magyarország                | Antonio Rossi, Luca Negri                | Olaszország      | Torsten Gutsche, Marc Zabel, Björn Bach, Stefan Ulm                       | Németország              |
| 1998 Szeged           | Lutz Liwowski                     | Németország                 | Antonio Rossi, Luca Negri                | Olaszország      | Torsten Gutsche, Marc Zabel, Björn Bach, Stefan Ulm                       | Németország              |
| 1999 Milánó           | Lutz Liwowski                     | Németország                 | Michal Riszdorfer, Juraj Bača            | Szlovákia        | Kammerer Zoltán, Storcz Botond, Vereckei Ákos, Horváth Gábor              | Magyarország             |
| 2001 Poznań           | Babak Amir-Tahmasseb              | Franciaország               | Eirik Verås Larsen, Nils Fjeldheim       | Norvégia         | Andreas Ihle, Mark Zabel, Björn Bach, Stefan Ulm                          | Németország              |
| 2002 Sevilla          | Eirik Verås Larsen                | Norvégia                    | Markus Oscarson, Henrik Nilsson          | Svédország       | Richard Riszdorfer, Michal Riszdorfer, Erik Vlcek, Juraj Bača             | Szlovákia                |
| 2003 Gainesville      | Ben Fouhy                         | Új-Zéland                   | Markus Oscarson, Henrik Nilsson          | Svédország       | Richard Riszdorfer, Michal Riszdorfer, Erik Vlcek, Juraj Bača             | Szlovákia                |
| 2005 Zágráb           | Eirik Verås Larsen                | Norvégia                    | Kökény Roland, Kucsera Gábor             | Magyarország     | Lutz Altepost, Norman Bröckl, Björn Bach, Arnd Goldschmidt                | Németország              |
| 2006 Szeged           | Marcus Oscarsson                  | Svédország                  | Kammerer Zoltán, Kucsera Gábor           | Magyarország     | Gyökös Lajos, Kökény Roland, Vereckei Ákos, Horváth Gábor                 | Magyarország             |
| 2007 Duisburg         | Tim Brabants                      | Nagy-Britannia              | Philippe Colin, Cyrille Carre            | Franciaország    | Lutz Altepost, Norman Bröckl, Marco Herszel, Arnd Goldschmidt             | Németország              |
| 2009 Dartmouth        | Max Hoff                          | Németország                 | Emilio Merchan, Diego Cosgaya            | Spanyolország    | Aljakszej Abalmaszov, Artur Litvincsuk, Vagyim Maknyev, Raman Pjatrusenka | Fehéroroszország         |
| 2010 Poznań           | Max Hoff                          | Németország                 | Martin Hollstein, Andreas Ihle           | Németország      | Arnaud Hybois, Etienne Hubert, Sebastien Jouve, Philippe Colin            | Franciaország            |
| 2011 Szeged           | Adam van Koeverden                | Kanada                      | Peter Gelle, Eric Vlček                  | Szlovákia        | Norman Bröckl, Robert Gleinert, Max Hoff, Paul Mittelstedt                | Németország              |
| 2013 Duisburg         | Max Hoff                          | Németország                 | Max Rendschmidt, Marcus Gross            | Németország      | Vitalij Jurcsenko, Vaszilij Pogreban, Anton Vasziljev, Oleg Zsesztkov     | Oroszország              |
| 2014 Moszkva          | Josef Dostál                      | Csehország                  | Vlček Erik, Tarr György                  | Szlovákia        | Daniel Havel, Lukáš Trefil, Josef Dostál, Jan Štěrba                      | Csehország               |
| 2015 Milánó           | René Holten Poulsen               | Dánia                       | Max Rendschmidt, Marcus Gross            | Németország      | Denis Mysak, Vlček Erik, Tarr György, Linka Tibor                         | Szlovákia                |
| 2017 Račice           | Tom Liebscher                     | Németország                 | Marko Tomićević, Milenko Zorić           | Szerbia          | Kenny Wallace, Riley Fitzsimmons, Jordan Wood, Murray Stewart             | Ausztrália               |
| 2018 Montemor-o-Velho | Fernando Pimenta                  | Portugália                  | Max Hoff, Marcus Gross                   | Németország      | Gecső Tamás, Jacob Schöpf, Jakob Thordsen, Lukas Reuschenbach             | Németország              |
| 2019 Szeged           | Kopasz Bálint                     | Magyarország                | Max Hoff, Jacob Schopf                   | Németország      | Lukas Reuschenbach, Felix Frank, Jakob Thordsen, Tobias-Pascal Schultz    | Németország              |
| 2021 Koppenhága       | Fernando Pimenta                  | Portugália                  | Dennis Kernen, Martin Nathell            | svédország       | nem került megrendezésre                                                  | nem került megrendezésre |
| 2022 Dartmouth        | Kopasz Bálint                     | Magyarország                | Hiller Martin, Gecső Tamás               | Németország      | nem került megrendezésre                                                  | nem került megrendezésre |

### Férfiak 5000 m-es versenyszáma
| Év                    | Kajak egyes (K1) | Kajak egyes (K1) |
| 2010 Poznań           | Ken Wallace      | Ausztrália       |
| 2011 Szeged           | Max Hoff         | Németország      |
| 2013 Duisburg         | Ken Wallace      | Ausztrália       |
| 2014 Moszkva          | Ken Wallace      | Ausztrália       |
| 2015 Milánó           | Ken Wallace      | Ausztrália       |
| 2017 Račice           | Fernando Pimenta | Portugália       |
| 2018 Montemor-o-Velho | Fernando Pimenta | Portugália       |
| 2019 Szeged           | Aleh Jurenya     | fehéroroszország |
| 2021 Koppenhága       | Noé Bálint       | Magyarország     |
| 2022 Dartmouth        | Lindberg Joakim  | svédország       |

## Nők

### A nők 200 m-es versenyszámai

#### Egyes, páros, négyes
| Év                    | Kajak egyes (K1) | Kajak egyes (K1) | Kajak páros (K2)                              | Kajak páros (K2) |
| 1994 Mexikóváros      | Kőbán Rita       | Magyarország     | Kőbán Rita, Laky Éva                          | Magyarország     |
| 1995 Duisburg         | Kőbán Rita       | Magyarország     | Corinna Kennedy, Marie-Josée Gilbeau          | Kanada           |
| 1997 Dartmouth        | Caroline Brunet  | Kanada           | Birgit Fischer, Anett Schuck                  | Németország      |
| 1998 Szeged           | Caroline Brunet  | Kanada           | Marie-Josée Gibeau, Karen Furneaux            | Franciaország    |
| 1999 Milánó           | Caroline Brunet  | Kanada           | Izaskum Aramburu, Beatriz Manchon             | Spanyolország    |
| 2001 Poznań           | Karen Furneaux   | Kanada           | Beatriz Manchon Portillo, Sonia Molanes Costa | Spanyolország    |
| 2002 Sevilla          | Teresa Portela   | Spanyolország    | Beatriz Manchon Portillo, Sonia Molanes Costa | Spanyolország    |
| 2003 Gainesville      | Caroline Brunet  | Kanada           | Paksy Tímea, Patyi Melinda                    | Magyarország     |
| 2005 Zágráb           | Teresa Portela   | Spanyolország    | Kovács Katalin, Janics Natasa                 | Magyarország     |
| 2006 Szeged           | Paksy Tímea      | Magyarország     | Kovács Katalin, Janics Natasa                 | Magyarország     |
| 2007 Duisburg         | Janics Natasa    | Magyarország     | Fanny Fischer, Nicole Reinhardt               | Németország      |
| 2009 Dartmouth        | Janics Natasa    | Magyarország     | Kovács Katalin, Janics Natasa                 | Magyarország     |
| 2010 Poznań           | Janics Natasa    | Magyarország     | Kovács Katalin, Janics Natasa                 | Magyarország     |
| 2011 Szeged           | Lisa Carrington  | Új-Zéland        | Kovács Katalin, Kozák Danuta                  | Magyarország     |
| 2013 Duisburg         | Lisa Carrington  | Új-Zéland        | Franziska Weber, Tina Dietze                  | Németország      |
| 2014 Moszkva          | Lisa Carrington  | Új-Zéland        | Kárász Anna, Vad Ninetta                      | Magyarország     |
| 2015 Milánó           | Lisa Carrington  | Új-Zéland        | Marharita Mahnyeva, Marina Litvincsuk         | Fehéroroszország |
| 2017 Račice           | Lisa Carrington  | Új-Zéland        | Hagymási Réka, Szabó Ágnes                    | Magyarország     |
| 2018 Montemor-o-Velho | Lisa Carrington  | Új-Zéland        | Franziska Weber, Tina Dietze                  | Németország      |
| 2019 Szeged           | Lisa Carrington  | Új-Zéland        | Marina Litvincsuk, Volha Hudzenka             | Fehéroroszország |
| 2021 Koppenhága       | Emma Jørgensen   | Dánia            | Krisztyina Kovnir, Anasztaszija Dolgova       | OKSZ             |
| 2022 Dartmouth        | Lisa Carrington  | Új-Zéland        | Kiss Blanka, Lucz Anna                        | Magyarország     |

### A nők 500 m-es versenyszámai
| Év                    | Kajak egyes (K1)         | Kajak egyes (K1) | Kajak páros (K2)                    | Kajak páros (K2) | Kajak négyes (K4)                                                               | Kajak négyes (K4)        |
| 1938 Växholm          | Maggie Kalka             | Finnország       | Marta Pavlisová, Marta Zvolanková   | Csehszlovákia    | nem került megrendezésre                                                        | nem került megrendezésre |
| 1948 London           |                          |                  | Karen Hoff, Bodil Swendsen          | Dánia            | nem került megrendezésre                                                        | nem került megrendezésre |
| 1950 Koppenhága       | Sylvi Saimo              | Finnország       | Sylvi Saimo, Greta Grönholm         | Finnország       | nem került megrendezésre                                                        | nem került megrendezésre |
| 1954 Mâcon            | Theresa Zens             | NSZK             | Pintér Hilda, Bánfalvi Klára        | Magyarország     | nem került megrendezésre                                                        | nem került megrendezésre |
| 1958 Prága            | Jelizaveta Kiszlova      | Szovjetunió      | Nyina Gruzinceva, Marija Zsubina    | Szovjetunió      | nem került megrendezésre                                                        | nem került megrendezésre |
| 1963 Jajca            | Marija Zsubina           | Szovjetunió      | Anne Zimmermann, Roswitha Esser     | NSZK             | Valentyina Bizak, Ljudmila Pinyajeva, Marija Zsubina, Antonyina Szeregyina      | Szovjetunió              |
| 1966 Kelet-Berlin     | Ljudmila Pinyajeva       | Szovjetunió      | Anita Kobuss, Helga Ulze            | NDK              | Ljudmila Pinyajeva, Marija Zsubina, Antonyina Szeregyina, Nagyezsda Levcsenko   | Szovjetunió              |
| 1970 Koppenhága       | Ljudmila Pinyajeva       | Szovjetunió      | Renate Breuer, Roswitha Esser       | NSZK             | Ljudmila Beszrukova, Tamara Zsimaszkaja, Natalja Bojko, Nineli Vakula           | Szovjetunió              |
| 1971 Belgrád          | Ljudmila Pinyajeva       | Szovjetunió      | Pfeffer Anna, Hollósy Katalin       | Magyarország     | Jekatyerina Kuriszko, Natalja Bojko, Ljudmilla Pinyajeva, Julija Rjabszinszkaja | Szovjetunió              |
| 1973 Tampere          | Nyina Gopova             | Szovjetunió      | Ilsa Kaschube, Petra Borzym         | NDK              | Ljudmilla Pinyajeva, Nyina Gopova, Larisza Kabakova, Tamara Popova              | Szovjetunió              |
| 1974 Mexikóváros      | Anke Ohde                | NDK              | Bärbel Köster, Anke Ohde            | NDK              | Ilse Kaschubem, Bärbel Köster, Anke Ohde, Carola Zirzow                         | NDK                      |
| 1975 Belgrád          | Anke Ohde                | NDK              | Bärbel Köster, Carola Zirzow        | NDK              | Bärbel Köster, Bettina Müller, Anke Ohde, Carola Zirzow                         | NDK                      |
| 1977 Szófia           | Gudrun Dittmar           | NDK              | Marion Rösiger, Martina Fischer     | NDK              | Maria Mincseva, Rosza Bohanova, Velicsa Mincseva, Natasa Janakieva              | Bulgária                 |
| 1978 Belgrád          | Roswitha Eberl           | NDK              | Marion Rösiger, Martina Fischer     | NDK              | Roswitha Eberl, Martina Fischer, Carla Genauss, Marion Rösiger                  | NDK                      |
| 1979 Duisburg         | Roswitha Eberl           | NDK              | Natalja Kalasnyikova, Nyina Dorok   | Szovjetunió      | Martina Bischof, Roswitha Eberl, Marion Rösiger, Birgit Fischer                 | NDK                      |
| 1981 Nottingham       | Birgit Fischer           | NDK              | Carsta Kühn, Birgit Fischer         | NDK              | Roswitha Eberl, Carsta Kühn, Birgit Fischer, Kathrin Stoll                      | NDK                      |
| 1982 Belgrád          | Birgit Fischer           | NDK              | Birgit Fischer, Bettina Streussel   | NDK              | Roswitha Eberl, Kathrin Giese, Birgit Fischer, Bettina Streussel                | NDK                      |
| 1983 Tampere          | Birgit Fischer           | NDK              | Birgit Fischer, Carsta Kühn         | NDK              | Kathrin Giese, Carsta Kühn, Birgit Fischer, Bettina Streussel                   | NDK                      |
| 1985 Mechelen         | Birgit Schmidt-Fischer   | NDK              | Birgit Schmidt-Fischer, Carsta Kühn | NDK              | Kathrin Giese, Carsta Kühn, Birgit Fischer, Heike Singer                        | NDK                      |
| 1986 Montréal         | Vania Geseva             | Bulgária         | Povázsán Katalin, Mészáros Erika    | Magyarország     | Géczi Erika, Kőbán Rita, Mészáros Erika, Rakusz Éva                             | Magyarország             |
| 1987 Duisburg         | Birgit Schmidt-Fischer   | NDK              | Schmidt-Fischer, Anke Nothnagel     | NDK              | Anke Nothnagel, Ramona Portwick, Ines Rudolph, Birgit Fischer                   | NDK                      |
| 1989 Plovdiv          | Katrin Borchert          | NDK              | Monika Bunke, Ramona Portwick       | NDK              | Kathrin Borchert, Monika Bunke, Anke Nothnagel, Heike Singer                    | NDK                      |
| 1990 Poznań           | Josefa Idem              | Olaszország      | Anke von Seck, Ramona Portwick      | NDK              | Silke Bull, Ramona Portwick, Heike Rabenow, Anke von Seck                       | NDK                      |
| 1991 Párizs           | Katrin Borchert          | NDK              | Anke von Seck, Ramona Portwick      | Németország      | Katrin Borchert, Monika Bunke, Ramona Portwick, Anke von Seck                   | Németország              |
| 1993 Koppenhága       | Birgit Schmidt-Fischer   | NDK              | Agneta Andersson, Anna Olsson       | Svédország       | Birgit Schmidt, Ramona Portwick, Anett Schuck, Daniela Gleue                    | Németország              |
| 1994 Mexikóváros      | Birgit Schmidt-Fischer   | NDK              | Elzbieta Urbanzyk, Barabara Hajcel  | Lengyelország    | Birgit Schmidt, Ramona Portwick, Anett Schuck, Daniela Gleue                    | Németország              |
| 1995 Duisburg         | Kőbán Rita               | Magyarország     | Ramona Portwick, Anett Schuck       | Németország      | Manuela Mucke, Ramona Portwick, Birgit Schmidt, Anett Schuck                    | Németország              |
| 1997 Dartmouth        | Caroline Brunet          | Kanada           | Birgit Fischer, Anett Schuck        | Németország      | Birgit Fischer, Anett Schuck, Katrin Kieseler, Katrin Wagner                    | Németország              |
| 1998 Szeged           | Caroline Brunet          | Kanada           | Katrin Borchert, Anna Wood          | Ausztrália       | Birgit Fischer, Anett Schuck, Manuela Mucke, Marcela Bednar                     | Németország              |
| 1999 Milánó           | Caroline Brunet          | Kanada           | Beata Sokolowska, Aneta Pastuszka   | Lengyelország    | Kovács Katalin, Viski Erzsébet, Szabó Szilvia, Kőbán Rita                       | Magyarország             |
| 2001 Poznań           | Josefa Idem              | Olaszország      | Szabó Szilvia, Bóta Kinga           | Magyarország     | Kovács Katalin, Szabó Szilvia, Viski Erzsébet, Bóta Kinga                       | Magyarország             |
| 2002 Sevilla          | Kovács Katalin           | Magyarország     | Szabó Szilvia, Bóta Kinga           | Magyarország     | Kovács Katalin, Szabó Szilvia, Viski Erzsébet, Bóta Kinga                       | Magyarország             |
| 2003 Gainesville      | Kovács Katalin           | Magyarország     | Szabó Szilvia, Bóta Kinga           | Magyarország     | Kovács Katalin, Szabó Szilvia, Viski Erzsébet, Bóta Kinga                       | Magyarország             |
| 2005 Zágráb           | Nicole Reinhardt         | Németország      | Kovács Katalin, Janics Natasa       | Magyarország     | Carolin Leonhardt, Conny Wasmuth, Judith Hörmann, Kathrin Wagner-Augustin       | Németország              |
| 2006 Szeged           | Benedek Dalma            | Magyarország     | Kovács Katalin, Janics Natasa       | Magyarország     | Paksy Tímea, Kovács Katalin, Janics Natasa, Fazekas-Zur Krisztina               | Magyarország             |
| 2007 Duisburg         | Kovács Katalin           | Magyarország     | Fanny Fischer, Nicole Reinhardt     | Németország      | Carolin Leonhardt, Conny Wasmuth, Kathrin Wagner-Augustin, Maren Knebel         | Németország              |
| 2009 Dartmouth        | Kovács Katalin           | Magyarország     | Kozák Danuta, Szabó Gabriella       | Magyarország     | Benedek Dalma, Kozák Danuta, Janics Natasa, Kovács Katalin                      | Magyarország             |
| 2010 Poznań           | Inna Oszipenko-Radomszka | Ukrajna          | Kozák Danuta, Szabó Gabriella       | Magyarország     | Janics Natasa, Csipes Tamara, Kovács Katalin, Benedek Dalma                     | Magyarország             |
| 2011 Szeged           | Nicole Reinhardt         | Németország      | Yvonne Schuring, Victoria Schwartz  | Ausztria         | Szabó Gabriella, Kozák Danuta, Kovács Katalin, Benedek Dalma                    | Magyarország             |
| 2013 Duisburg         | Kozák Danuta             | Magyarország     | Franziska Weber, Tina Dietze        | Németország      | Szabó Gabriella, Kozák Danuta, Fazekas-Zur Krisztina, Vad Ninetta               | Magyarország             |
| 2014 Moszkva          | Kozák Danuta             | Magyarország     | Szabó Gabriella, Csipes Tamara      | Magyarország     | Kárász Anna, Kozák Danuta, Szabó Gabriella, Vad Ninetta                         | Magyarország             |
| 2015 Milánó           | Lisa Carrington          | Új-Zéland        | Szabó Gabriella, Kozák Danuta       | Magyarország     | Marharita Mahnyeva, Nadzeja Ljapeska, Volha Hudzenka, Marina Litvincsuk         | Fehéroroszország         |
| 2017 Račice           | Volha Hudzenka           | Fehéroroszország | Lisa Carrington, Caitlin Ryan       | Új-Zéland        | Takács Tamara, Medveczky Erika, Fazekas-Zur Krisztina, Vad Ninetta              | Magyarország             |
| 2018 Montemor-o-Velho | Kozák Danuta             | Magyarország     | Kárász Anna, Kozák Danuta           | Magyarország     | Kárász Anna, Kozák Danuta, Medveczky Erika, Bodonyi Dóra                        | Magyarország             |
| 2019 Szeged           | Lisa Carrington          | Új-Zéland        | Marina Litvincsuk, Volha Hudzenka   | Fehéroroszország | Bodonyi Dóra, Medveczky Erika, Csipes Tamara, Gazsó Alida Dóra                  | Magyarország             |
| 2021 Koppenhága       | Aimee Fisher             | Új-Zéland        | Kozák Danuta, Csipes Tamara         | Magyarország     | Marharita Mahnyeva, Nadzeja Ljapeska, Volha Hudzenka, Marina Litvincsuk         | Fehéroroszország         |
| 2022 Dartmouth        | Lisa Carrington          | Új-Zéland        | Naja Karolina, Pulawska Anna        | Lengyelország    | Naja Karolina, Pulawska Anna, Kakol Adrianna, Putto Dominika                    | Lengyelország            |

### A nők 1000 m-es versenyszámai
| Év                    | Kajak egyes (K1)       | Kajak egyes (K1) | Kajak páros (K2)                        | Kajak páros (K2)         |
| 1997 Dartmouth        | Caroline Brunet        | Kanada           | Birgit Fischer, Marcela Bednar          | Németország              |
| 1998 Szeged           | Josefa Idem            | Olaszország      | Katrin Borchert, Anna Wood              | Ausztrália               |
| 1999 Milánó           | Caroline Brunet        | Kanada           | Katrin Borchert, Anna Wood              | Ausztrália               |
| 2001 Poznań           | Josefa Idem            | Olaszország      | Manuela Mucke, Nadine Opgen-Rhein       | Németország              |
| 2002 Sevilla          | Kovács Katalin         | Magyarország     | Szabó Szilvia, Bóta Kinga               | Magyarország             |
| 2003 Gainesville      | Kovács Katalin         | Magyarország     | Paksy Tímea, Benedek Dalma              | Magyarország             |
| 2005 Zágráb           | Katrin Wagner-Augustin | Németország      | Kovács Katalin, Janics Natasa           | Magyarország             |
| 2006 Szeged           | Benedek Dalma          | Magyarország     | Kovács Katalin, Janics Natasa           | Magyarország             |
| 2007 Duisburg         | Kovács Katalin         | Magyarország     | Gesine Ruge, Judith Hörmann             | Németország              |
| 2009 Dartmouth        | Kovács Katalin         | Magyarország     | Malgorzata Chojnacka, Beata Mikołajczyk | Lengyelország            |
| 2010 Poznań           | Franziska Weber        | Németország      | Szabó Gabriella, Csipes Tamara          | Magyarország             |
| 2011 Szeged           | Csipes Tamara          | Magyarország     | Anne Knorr, Debora Niche                | Németország              |
| 2013 Duisburg         | Medveczky Erika        | Magyarország     | Szabó Gabriella, Fazekas-Zur Krisztina  | Magyarország             |
| 2014 Moszkva          | Teneale Hatton         | Új-Zéland        | Henriette Engel Hansen, Emma Jørgensen  | Dánia                    |
| 2015 Milánó           | Medveczky Erika        | Magyarország     | Sabrina Hering, Steffi Kriegerstein     | Németország              |
| 2017 Račice           | Alyce Burnett          | Ausztrália       | Farkasdi Ramóna, Medveczky Erika        | Magyarország             |
| 2018 Montemor-o-Velho | Bodonyi Dóra           | Magyarország     | Csipes Tamara, Medveczky Erika          | Magyarország             |
| 2019 Szeged           | Csipes Tamara          | Magyarország     | Hagymási Réka, Medveczky Erika          | Magyarország             |
| 2021 Koppenhága       | Gazsó Alida Dóra       | Magyarország     | nem került megrendezésre                | nem került megrendezésre |
| 2022 Dartmouth        | Bull Alyssa            | Új-Zéland        | nem került megrendezésre                | nem került megrendezésre |

### A nők 5000 m-es versenyszáma
| Év                    | Kajak egyes (K1)   | Kajak egyes (K1) |
| 1989 Plovdiv          | Katrin Borchert    | NDK              |
| 1990 Poznań           | Katrin Borchert    | NDK              |
| 1991 Párizs           | Josefa Idem        | Olaszország      |
| 1993 Koppenhága       | Susanne Gunnarsson | Svédország       |
| 2010 Poznań           | Folláth Vivien     | Magyarország     |
| 2011 Szeged           | Csipes Tamara      | Magyarország     |
| 2013 Duisburg         | Teneale Hatton     | Új-Zéland        |
| 2014 Moszkva          | Louisa Sawers      | Nagy-Britannia   |
| 2015 Milánó           | Marina Litvincsuk  | Fehéroroszország |
| 2017 Račice           | Bodonyi Dóra       | Magyarország     |
| 2018 Montemor-o-Velho | Lizzie Broughton   | Nagy-Britannia   |
| 2019 Szeged           | Bodonyi Dóra       | Magyarország     |
| 2021 Koppenhága       | Kőhalmi Emese      | Magyarország     |
| 2022 Dartmouth        | Kőhalmi Emese      | Magyarország     |

## Megszűnt versenyszámok

### Férfi 200 m kajak négyes
| Év               | Kajak négyes (K4) | Kajak négyes (K4)         |
| 1994 Mexikóváros | Anatolij Tyiscsenko, Oleg Gorobij, Szergej Verlin, Viktor Gyenyiszov                                                    | Oroszország               |
| 1995 Duisburg    | Bártfai Krisztián, Kajner Gyula, Páger Antal, Pankotai Gábor                                                            | Magyarország              |
| 1997 Dartmouth   | Anatolij Tyiscsenko, Oleg Gorobij, Szergej Verlin, Alekszandr Ivanyik                                                   | Oroszország               |
| 1998 Szeged      | Kajner Gyula, Fehérvári Vince, Beé István, Hegedűs Róbert                                                               | Magyarország              |
| 1999 Milánó      | Kajner Gyula, Fehérvári Vince, Beé István, Hegedűs Róbert                                                               | Magyarország              |
| 2001 Poznań      | Fehérvári Vince, Beé István, Horváth Gábor, Hegedűs Róbert                                                              | Magyarország              |
| 2002 Sevilla     | Ratislav Kuzel, Ladislav Belovic, Juraj Liptak, Martin Chorvath Jaime Acuna, Aike González, Oier Aizpurua, Manuel Munoz | Szlovákia · Spanyolország |
| 2003 Gainesville | Olekszij Szlivinszkij, Mihajlo Lucsnik, Mikola Zajcsenkov, Andrij Borzukov                                              | Ukrajna                   |
| 2005 Zágráb      | Kadler Viktor, Beé István, Babella Balázs, Gyertyános Gergely                                                           | Magyarország              |
| 2006 Szeged      | Milan Djenadic, Ognjen Filipovic, Bora Sibinkic, Dragan Zoric                                                           | Szerbia és Montenegró     |
| 2007 Duisburg    | Kadler Viktor, Beé István, Boros Gergely, Babella Balázs                                                                | Magyarország              |
| 2009 Dartmouth   | Vagyim Maknyev, Raman Pjatrusenka, Tarasz Valko, Gyamjan Turcsin                                                        | Fehéroroszország          |

### Női 200 m kajak négyes
| Év               | Kajak négyes (K4)                                                            | Kajak négyes (K4) |
| 1994 Mexikóváros | Dónusz Éva, Mednyánszky Szilvia, Laky Éva, Kőbán Rita                        | Magyarország      |
| 1995 Duisburg    | Carolina Brunet, Alison Herst, Corrina Kennedy, Marie-Josée Gilbeau          | Kanada            |
| 1997 Dartmouth   | Birgit Fischer, Anett Schuck, Manuela Mucke, Katrin Wagner                   | Németország       |
| 1998 Szeged      | Dékány Kinga, Viski Erzsébet, Kőbán Rita, Kovács Katalin                     | Magyarország      |
| 1999 Milánó      | Kovács Katalin, Viski Erzsébet, Szabó Szilvia, Kőbán Rita                    | Magyarország      |
| 2001 Poznań      | Dékány Kinga, Fazekas-Zur Krisztina, Viski Erzsébet, Kovács Katalin          | Magyarország      |
| 2002 Sevilla     | Paksy Tímea, Szabó Szilvia, Bóta Kinga, Janics Natasa                        | Magyarország      |
| 2003 Gainesville | Kovács Katalin, Szabó Szilvia, Visky Erzsébet, Bóta Kinga                    | Magyarország      |
| 2005 Zágráb      | Carolin Leonhardt, Nicole Reinhardt, Judith Hörmann, Kathrin Wagner-Augustin | Németország       |
| 2006 Szeged      | Paksy Tímea, Kovács Katalin, Janics Natasa, Patyi Melinda                    | Magyarország      |
| 2007 Duisburg    | Carolin Leonhardt, Conny Wasmuth, Kathrin Wagner-Augustin, Maren Knebel      | Németország       |
| 2009 Dartmouth   | Tina Dietze, Carolin Leonhardt, Katrin Wagner-Augustin, Conny Waßmuth        | Németország       |

### Női 1000 m kajak négyes
| Év               | Kajak négyes (K4)                                                       | Kajak négyes (K4) |
| 2001 Poznań      | Dékány Kinga, Szabó Szilvia, Viski Erzsébet, Bóta Kinga                 | Magyarország      |
| 2002 Sevilla     | Aneta Pastuszka, Joanna Skowron, Karolina Sadalska, Aneta Bialkowska    | Lengyelország     |
| 2003 Gainesville | Dékány Kinga, Rasztótzky Eszter, Fazekas-Zur Krisztina, Janics Natasa   | Magyarország      |
| 2005 Zágráb      | Paksy Tímea, Szabó Szilvia, Viski Erzsébet, Bóta Kinga                  | Magyarország      |
| 2006 Szeged      | Paksy Tímea, Kovács Katalin, Janics Natasa, Keresztesi Alexandra        | Magyarország      |
| 2007 Duisburg    | Paksy Tímea, Fazekas-Zur Krisztina, Keresztesi Alexandra, Benedek Dalma | Magyarország      |

### Női 4×200 m kajak egyes váltó
| Év             | Csapat (4×200 m K1)                                                          | Csapat (4×200 m K1) |
| 2009 Dartmouth | Fanny Fischer, Nicole Reinhardt, Conny Wassmuth, Katrin Wagner-Augustin      | Németország         |
| 2010 Poznań    | Nicole Reinhardt, Conny Wassmuth, Tina Dietze, Katrin Wagner-Augustin        | Németország         |
| 2011 Szeged    | Nicole Reinhardt, Conny Wassmuth, Tina Dietze, Carolin Leonhardt             | Németország         |
| 2013 Duisburg  | Dusev-Janics Natasa, Vad Ninetta, Fazekas-Zur Krisztina, Kozák Danuta        | Magyarország        |
| 2014 Moszkva   | Edyta Dzieniszewska, Karolina Naja, Marta Walczykiewicz, Ewelina Wojnarowska | Lengyelország       |

### Férfi 4×200 m kajak egyes váltó
| Év             | Csapat (4×200 m K1)                                                | Csapat (4×200 m K1) |
| 2009 Dartmouth | Francisco Llera, Saúl Craviotto, Carlos Pérez, Ekaitz Saies        | Spanyolország       |
| 2010 Poznań    | Saúl Craviotto, Francisco Llera, Pablo Andres, Carlos Pérez        | Spanyolország       |
| 2011 Szeged    | Saúl Craviotto, Ekaitz Saies Sistiaga, Pablo Andres, Carlos Pérez  | Spanyolország       |
| 2013 Duisburg  | Piotr Siemionowski, Denis Amroziak, Sebastian Szypula, Dawid Putto | Lengyelország       |
| 2014 Moszkva   | Dudás Miklós, Hérics Dávid, Nádas Bence, Tótka Sándor              | Magyarország        |

### Férfi10 000m-es számok
| Év                | Kajak egyes (K1)     | Kajak egyes (K1) | Kajak páros (K2)                              | Kajak páros (K2) | Kajak négyes (K4)                                                                     | Kajak négyes (K4)        |
| 1938 Växholm      | Karl Widmark         | Svédország       | Gunnar Johansson, Berndt Berndtsson           | Svédország       | nem került megrendezésre                                                              | nem került megrendezésre |
| 1950 Koppenhága   | Thorvald Strömberg   | Finnország       | Gunnar Akerlund, Hans Wetterström             | Svédország       | Karl Andersson, Gösta Gustafsson, Harry Johansson, Stig Andersson                     | Svédország               |
| 1954 Mâcon        | Hatlaczki Ferenc     | Magyarország     | Max Raub, Herbert Wiedermann                  | Ausztria         | Einar Pihl, Ebbe Frick, Ragnar Heurlin, Stig Andersson                                | Svédország               |
| 1958 Prága        | Thorvald Strömberg   | Finnország       | Urányi János, Fábián László                   | Magyarország     | Michel Scheuer, Georg Lietz, Gustav Schmidt, Theodor Klein                            | NSZK                     |
| 1963 Jajca        | Fritz Briel          | NSZK             | Tímár István, Fábián László                   | Magyarország     | Tímár István, Fábián László, Koltai Ottó, Ürögi László                                | Magyarország             |
| 1966 Kelet-Berlin | Hesz Mihály          | Magyarország     | Szöllősi Imre, Fábián László                  | Magyarország     | Nyikolaj Csuzsikov, Anatolij Grisin, Vlagyimir Morozov, Vjacseszlav Jonov             | Szovjetunió              |
| 1970 Koppenhága   | Viktor Carev         | Szovjetunió      | Konsztantin Kosztyenko, Vjacseszlav Koronov   | Szovjetunió      | Egil Söby, Steinar Amudsen, Tore Berger, Jan Johansen                                 | Norvégia                 |
| 1971 Belgrád      | Viktor Carev         | Szovjetunió      | Konsztantin Kosztyenko, Vjacseszlav Koronov   | Szovjetunió      | Cuprian Makarenko, Costei Cosnita, Vasile Simionenko, Atanase Sciotnic                | Románia                  |
| 1973 Tampere      | Alekszandr Saporenko | Szovjetunió      | Bakó Zoltán, Csapó Géza                       | Magyarország     | Giczi Csaba, Nagy Tibor, Vargha Csongor, Kralován Géza                                | Magyarország             |
| 1974 Mexikóváros  | Oreste Perri         | Olaszország      | Antrop Varabiev, Ion Terente                  | Románia          | Leonyid Gyerevianko, Nyikolaj Gorbacsov, Anatolij Sarjukin, Peter Surga               | Szovjetunió              |
| 1975 Belgrád      | Oreste Perri         | Olaszország      | Bakó Zoltán, Szabó István                     | Magyarország     | Steinar Amudsen, Andreas Olheim, Einar Rasmussen, Olaf Soyland                        | Norvégia                 |
| 1977 Szófia       | Oreste Perri         | Olaszország      | Petrasz Surkasz, Anatolij Korokov             | Szovjetunió      | Alekszandr Avgyejev, Vlagyimir Morozov, Szergej Nikloszkij, Alekszandr Saporenko      | Szovjetunió              |
| 1978 Belgrád      | Milan Janic          | Jugoszlávia      | Bakó Zoltán, Szabó István                     | Magyarország     | Alekszandr Avgyejev, Vlagyimir Morozov, Szergej Nikloszkij, Alekszandr Saporenko      | Szovjetunió              |
| 1979 Duisburg     | Milan Janic          | Jugoszlávia      | Nicusor Eseanu, Ion Birledeanu                | Románia          | Alekszandr Avgyejev, Szergej Nagornij, Szergej Nikloszkij, Alekszandr Saporenko       | Szovjetunió              |
| 1981 Nottingham   | Einar Rasmussen      | Norvégia         | Nyikolaj Asztapkovics, Vlagyimir Romanovszkij | Szovjetunió      | Nyikolaj Baranov, Alekszandr Jermilov, Szergej Kolokolov, Vaszilij Szilenkov          | Szovjetunió              |
| 1982 Belgrád      | Milan Janic          | Jugoszlávia      | Bernard Bregeon, Patrick Lefoulon             | Franciaország    | Nyikolaj Baranov, Alekszandr Jermilov, Vlagyimir Romanovszkij, Szergej Csuhraj        | Szovjetunió              |
| 1983 Tampere      | Einar Rasmussen      | Norvégia         | Stephan Jackson, Alan Williams                | Nagy-Britannia   | Nyikolaj Asztapkovics, Alekszandr Avgyejev, Nyikolaj Baranov, Alekszandr Jermilov     | Szovjetunió              |
| 1985 Mechelen     | Greg Barton          | USA              | Mikael Berger, Conny Edholm                   | Svédország       | Böjti Zsolt, Helyi Tibor, Kovács Zoltán, Petrovics Kálmán                             | Magyarország             |
| 1986 Montréal     | Csipes Ferenc        | Magyarország     | Kulcsár Gábor, Gindl László                   | Magyarország     | Alekszander Akunyisnyikov, Szergej Kiszeljov, Grogorij Medvegyev, Nyikolaj Oszeljedec | Szovjetunió              |
| 1987 Duisburg     | Greg Barton          | USA              | Philippe Boccara, Pascal Boucherit            | Franciaország    | Arne Almeland, Harald Amudsen, Morten Ivarsen, Arne Sletsjø                           | Norvégia                 |
| 1989 Plovdiv      | Szabó Attila         | Magyarország     | Ábrahám Attila, Hódosi Sándor                 | Magyarország     | Vlagyimir Bobresov, Alekszander Mizgin, Szergej Szuperata, Arturasz Veta              | Szovjetunió              |
| 1990 Poznań       | Philippe Boccara     | Franciaország    | Grayson Bourne, Ivan Lawler                   | Nagy-Britannia   | Dmitrij Bankovszkij, Vlagyimir Bobresov, Alekszandr Mizgin, Arturasz Veta             | Szovjetunió              |
| 1991 Párizs       | Greg Barton          | USA              | Philippe Boccara, Pascal Boucherit            | Franciaország    | Detlef Hofmann, Oliver Kegel, Thomas Reineck, Andre Wohllebe                          | Németország              |
| 1993 Koppenhága   | Thor Nielsen         | Dánia            | Borhi Zsombor, Ábrahám Attila                 | Magyarország     | Thomas Reineck, Oliver Kegel, Andre Wohllebe, Mario van Appen                         | Németország              |

### Férfi 4×500 m-es kajak egyes váltó
| Év                | Csapat (4×500 m K1)                                                        | Csapat (4×500 m K1) |
| 1948 London       | Lars Glasser, Lars Helsvik, Lennart Klingström, Gert Fredriksson           | Svédország          |
| 1950 Koppenhága   | Lars Glasser, Ingemar Hedberg, Lennart Klingström, Gert Fredriksson        | Svédország          |
| 1954 Mâcon        | Lars Gasser, Carl-Ake Ljung, Bert Nilsson, Gert Fredriksson                | Svédország          |
| 1958 Prága        | Paul Lange, Meinrad Miltenberger, Helmut Herz, Fritz Briel                 | Németország         |
| 1963 Jajce        | Aurel Vernescu, Vasile Nicoara, Haralambie Ivanov, Anton Ivanescu          | Románia             |
| 1966 Kelet-Berlin | Georgij Karjuhin, Jurij Kabanov, Villi Baltinsz, Dmitrij Matvejev          | Szovjetunió         |
| 1970 Koppenhága   | Nyikolaj Hohol, Anatolij Tyiscsenko, Anatolij Kobrisev, Anatolij Szedaszov | Szovjetunió         |
| 1971 Belgrád      | Csapó Géza, Szabó István, Giczi Csaba, Hesz Mihály                         | Magyarország        |
| 1973 Tampere      | Vitalij Truksin, Anatolij Kobrisev, Szergej Nyikolszkij, Oleg Csegojev     | Szovjetunió         |
| 1974 Mexikóváros  | Vasile Diba, Erast Pavel, Atanase Sciotnic, Mihai Zafiu                    | Románia             |
| 1975 Belgrád      | Herczeg Iván, Svidró József, Sztanity Zoltán, Várhelyi Péter               | Magyarország        |

### Női 5000 m-es kajak páros
| Év              | Kajak páros (K2)               | Kajak páros (K2) |
| 1989 Plovdiv    | Monika Bunke, Ramona Portwick  | NDK              |
| 1990 Poznań     | Ramona Portwick, Anke von Seck | NDK              |
| 1991 Párizs     | Ramona Portwick, Anke von Seck | Németország      |
| 1993 Koppenhága | Ramona Portwick, Anke von Seck | Németország      |